# 김계한
김계한(金繼韓) 조선 선조대의 내시이다.

## 생애
임진왜란 당시 목숨을 걸고 임금의 안전을 지켰던 공로를 인정받아 호성공신(扈聖功臣)에 올랐다.
묘는 월계동 초안산 (각심사리)에 위치해 있었다가 양주 사내리로 이전되었다.